# NGC 1963
NGC 1963 je otvoreni skup u zviježđu Golubu. 

## Vanjske poveznice
- SEDS: NGC 1963